# 法華口駅
法華口駅（ほっけぐちえき）は、兵庫県加西市東笠原町沖にある、北条鉄道北条線の駅である。
ボランティア駅長により毎月2回程度、絵手紙教室が開催されている。

## 歴史
1887年代（明治20年代）京姫鉄道株式会社が園部駅から篠山、法華口駅周辺を経由し姫路駅に至る鉄道を計画していたが、1903年（明治31年）に京姫鉄道株式会社の解散により実現しなかった。

### 年表
- 1915年（大正4年）3月3日：播州鉄道粟生駅 - 北条町駅間の開通と同時に開業[1][3]。旅客・貨物の取扱を開始。
- 1923年（大正12年）12月21日：播丹鉄道の駅となる[3]。
- 1943年（昭和18年）6月1日：播丹鉄道の国有化により鉄道省（→日本国有鉄道）の駅となる[3]。
- 1962年（昭和37年）3月1日：貨物の取扱を廃止[3]。
- 1973年（昭和48年）10月1日：荷物扱い廃止[4]。
- 1985年（昭和60年）4月1日：北条鉄道の駅となる[3]。
- 2012年（平成24年）
  - 1月14日：トイレ改築。併せて防犯カメラを新設し、駐輪場の屋根を取り替え[5]。
  - 11月3日：駅舎内に駅舎パン工房～Mon favori～（モンファボリ）が開店[6][7][8][9]。
- 2013年（平成25年）12月22日：三重塔建立[10]。
- 2014年（平成26年）4月25日：駅舎・プラットホーム[11]、および別棟のトイレ[12]が国の有形文化財に登録される。
- 2020年（令和2年）
  - 6月：列車交換設備の再設置工事が完成[13]。
  - 6月28日：新設されたホームの使用を開始[14]。
  - 7月5日：当駅より鶉野飛行場・紫電改レプリカ公開日に合わせ、無料シャトルバスが運行開始[15]。
  - 8月3日：習熟運転による列車行き違いを開始[16]。
  - 9月1日：列車行き違い設備の完成を踏まえたダイヤ改正を実施[17][18][19]。

## 駅構造
相対式ホーム2面2線をもつ、列車交換が可能な地上駅である。列車は右側通行で進入する。ホーム間の移動は粟生寄りの構内踏切を渡ることで行う。駅舎は1番線側にある。
| 番線 | 路線   | 方向       |
| ---- | ------ | ---------- |
| 1    | 北条線 | 粟生方面   |
| 2    | 北条線 | 北条町方面 |

- 2019年以前は片面ホーム1面1線だった[1]。西側に木造の駅舎を持ち[1]、駅舎内は無人化後、待合室が駐輪場となっていた。駅舎は1915年の開業当時に建設されたものである[1]。この駅舎とプラットホームおよび便所について、文化審議会は2013年11月に登録有形文化財とする答申を文部科学大臣に提出（ほかに播磨下里駅・長駅も対象）[20]、2014年に官報での告示を経て登録となった[18]。
- 国鉄時代からの古い駅名標が残されている。隣駅が網引駅と播磨下里駅になった1943年から1945年頃までに書かれたと思われる右横書きの駅名(ローマ字はなし)も読み取ることができる[21]。
- 国鉄時代の末期は中間駅で唯一の有人駅（業務委託駅）だったが、現在は無人駅となっている。
- 以前は汲み取り式便所（便器は全穴和式）があったが、2012年1月､地元ボランティアらの寄付や協力によって洋式水洗トイレが完成した[5][22]。
- 2012年11月に、駅舎パン工房～Mon favori～（モンファボリ）が開店した[6][9]。店長はボランティア駅長を兼務していたが、2017年10月をもってボランティア駅長を退任した[23]。ボランティア駅長を目当てに北条鉄道に乗車する人も少なくなく、2017年度の北条鉄道の営業収益減少の原因の一つに、ボランティア駅長の退任も挙げられていた[24]。駅西側には自転車置き場が新設された。駅南側には駐車場が整備される予定。

### 列車交換設備
国鉄時代に列車交換設備を廃止し、長らくかつての相対式ホームが痕跡として残っていた。2018年2月、加西市の支援により交換設備を「2019年度」に復活させる構想があることが神戸新聞により報じられた。2018年3月に策定された「加西市地域公共交通網形成計画」には、「2018年度～2019年度」を実施時期とした「法華口駅鉄道交差施設整備事業」が含まれている。施設設備にあたっては、幹線鉄道等活性化事業費補助（形成計画事業）を活用し、北条鉄道を主体として、国（鉄道・運輸機構経由）および地方公共団体の補助金を財源として事業が進められた。2019年8月2日には全国初となる保安システム、票券指令閉塞式導入が国土交通省より許可された。
工事は2020年3月末に終了する予定だったが、同年1月に国土交通省近畿運輸局から2両編成での運転可能にするにはホーム延伸工事が必要だと指導を受けた。北条鉄道が検討した結果、ホーム延伸工事を進めることとなった。交換設備は6月に完成し、同月28日からは上下線とも新設されたホーム（駅舎側に従来のホームに接続する形で追加された1番線が粟生方面、対向する2番線が北条町方面）の使用を開始するとともに、従来のホームは利用者通路に変更されて使用が停止された。
北条町駅内の指令員が全体の運行状況を統括。行き違いの際、列車の通行許可証の役割を果たすICカードを、運転士が法華口駅のICカードリーダーにタッチすることで信号を開通させる かもしくは票券箱に納めたり運転士間で手渡しをする前述の「票券指令閉塞式」が日本の鉄道で初めて導入された。8月3日の習熟運転より、列車行き違いを開始した。これに伴い、同年9月1日よりダイヤ改正と列車の増発を実施した。

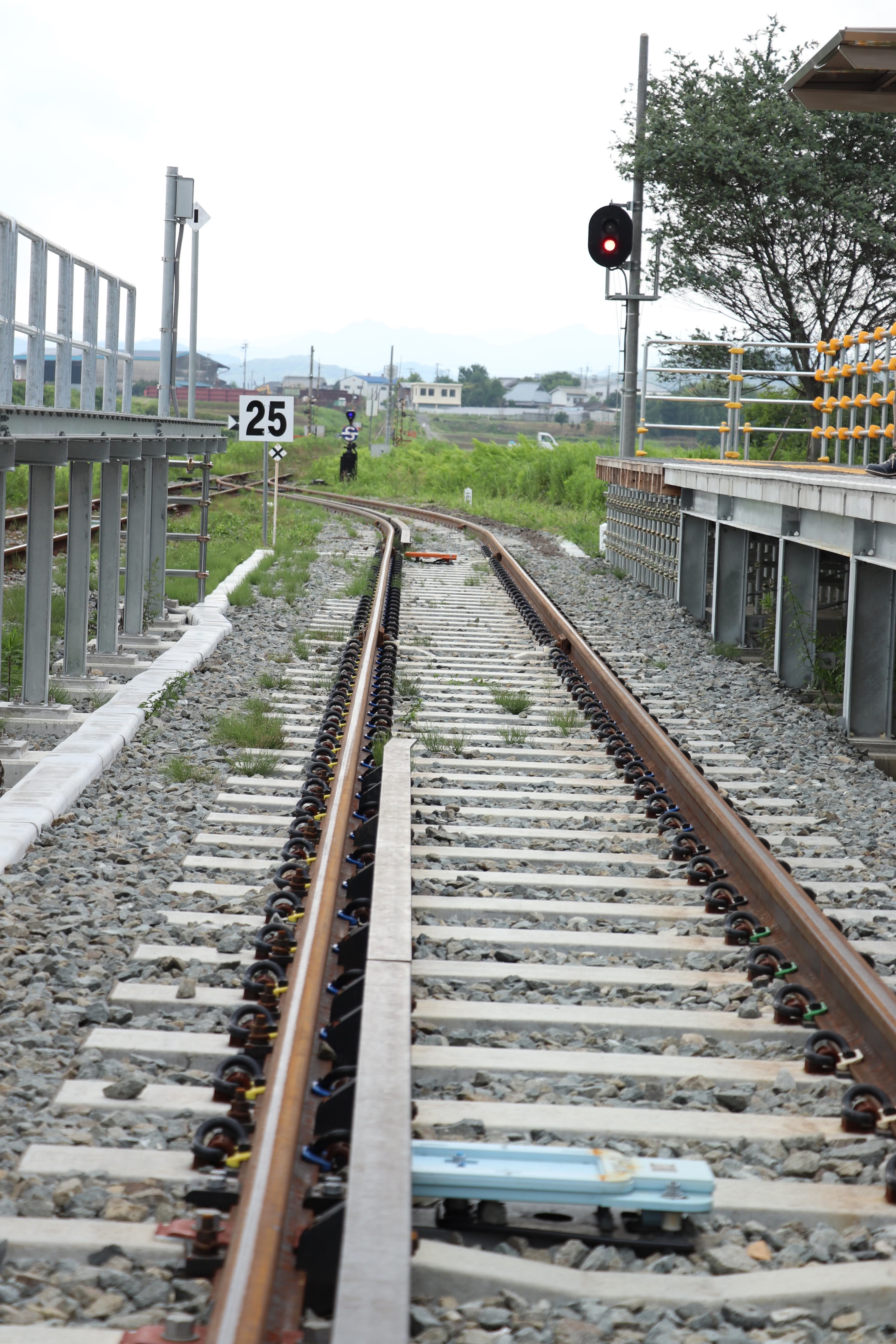
法華口駅2番線（2020年6月、構内踏切より）

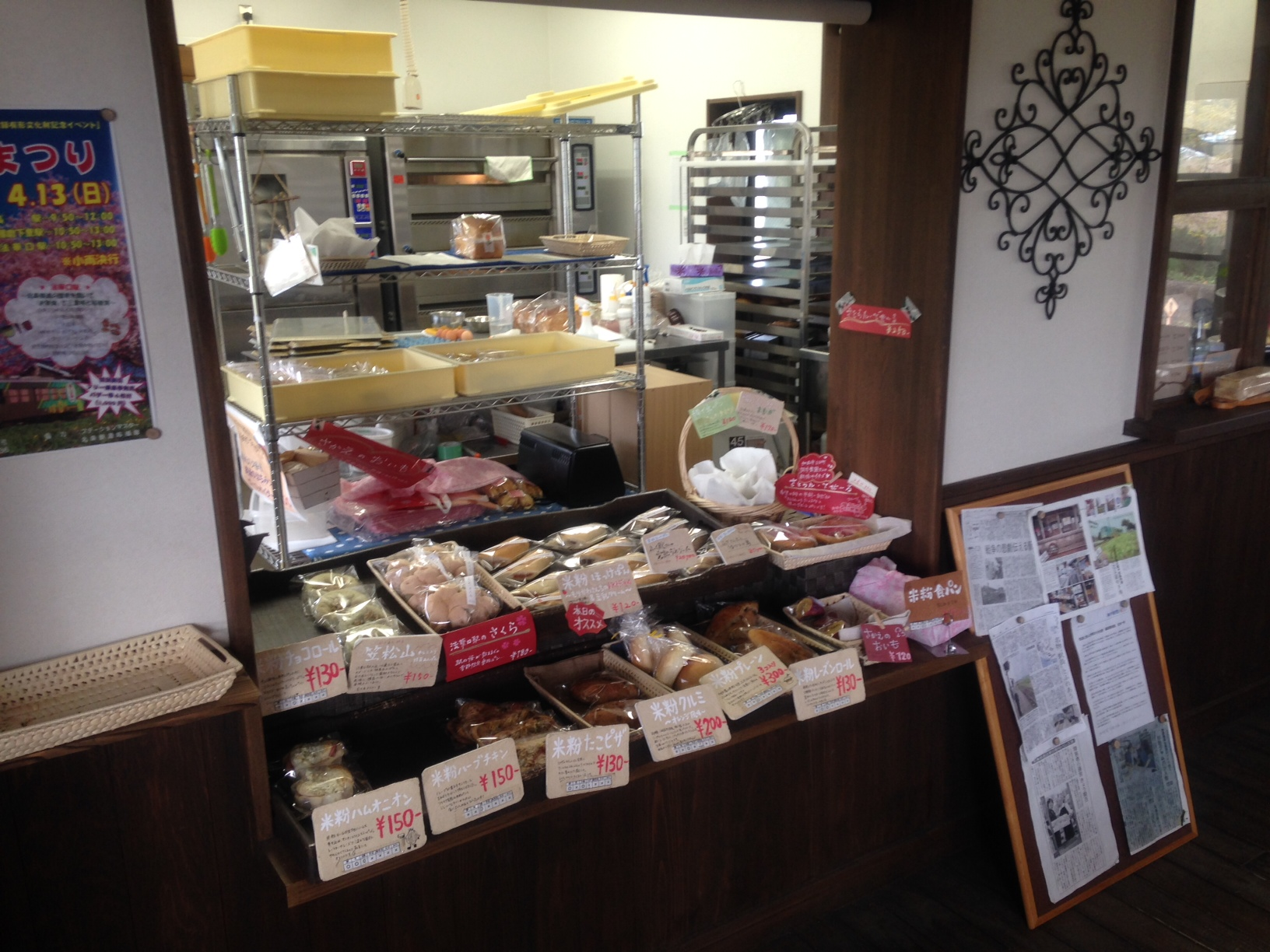
駅舎パン工房～Mon favori～
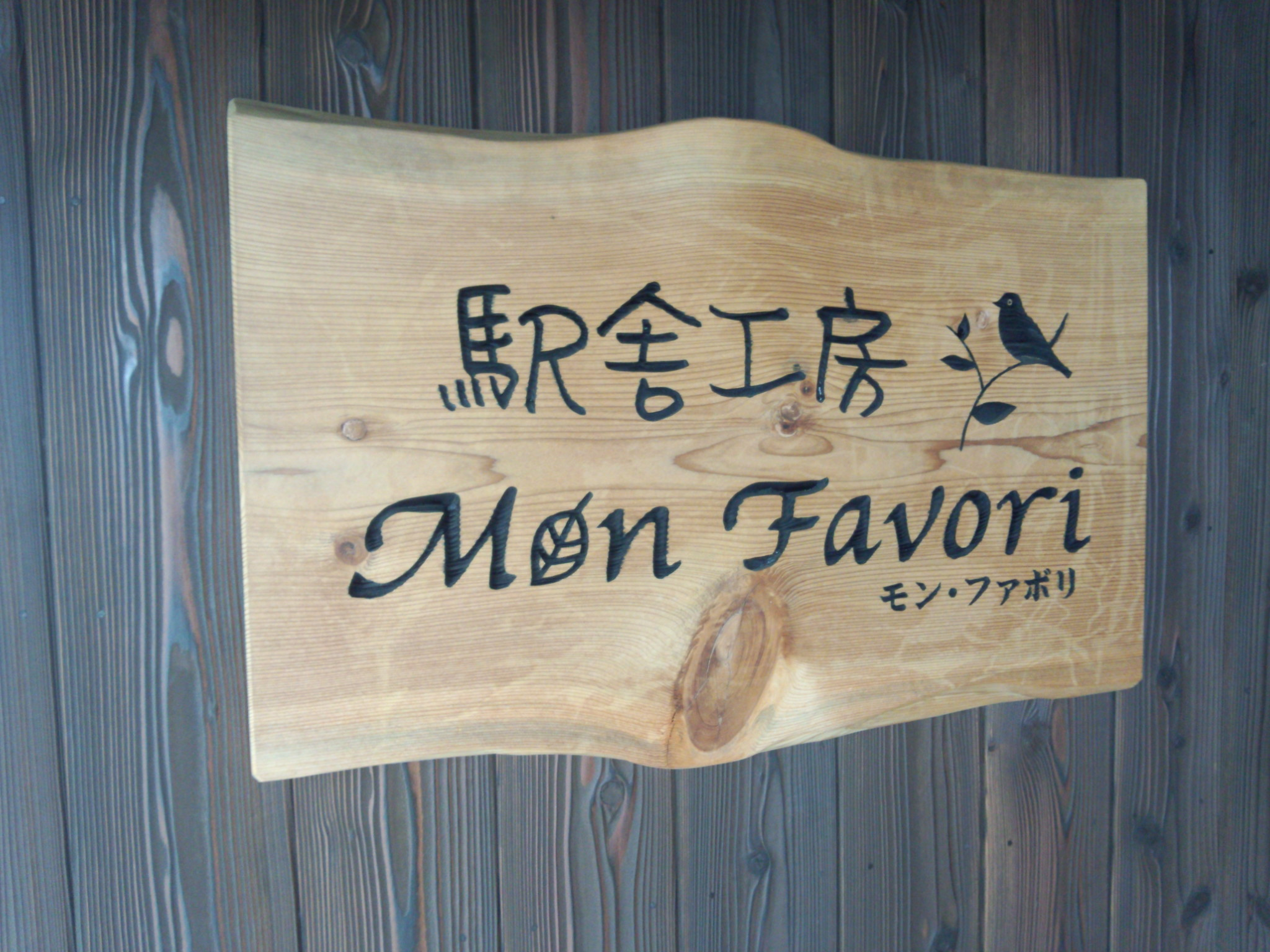
駅舎パン工房～Mon favori～看板
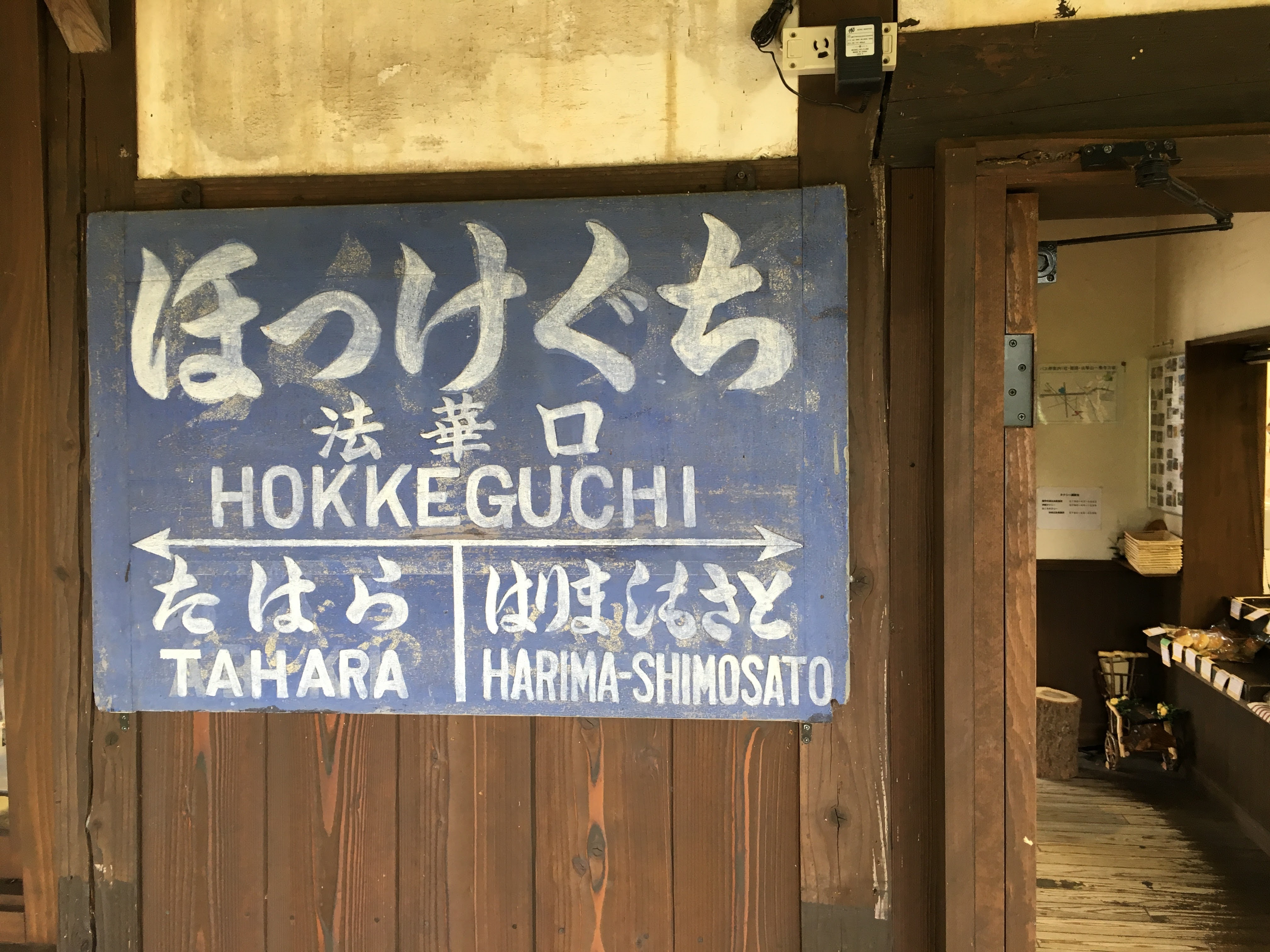
駅名標
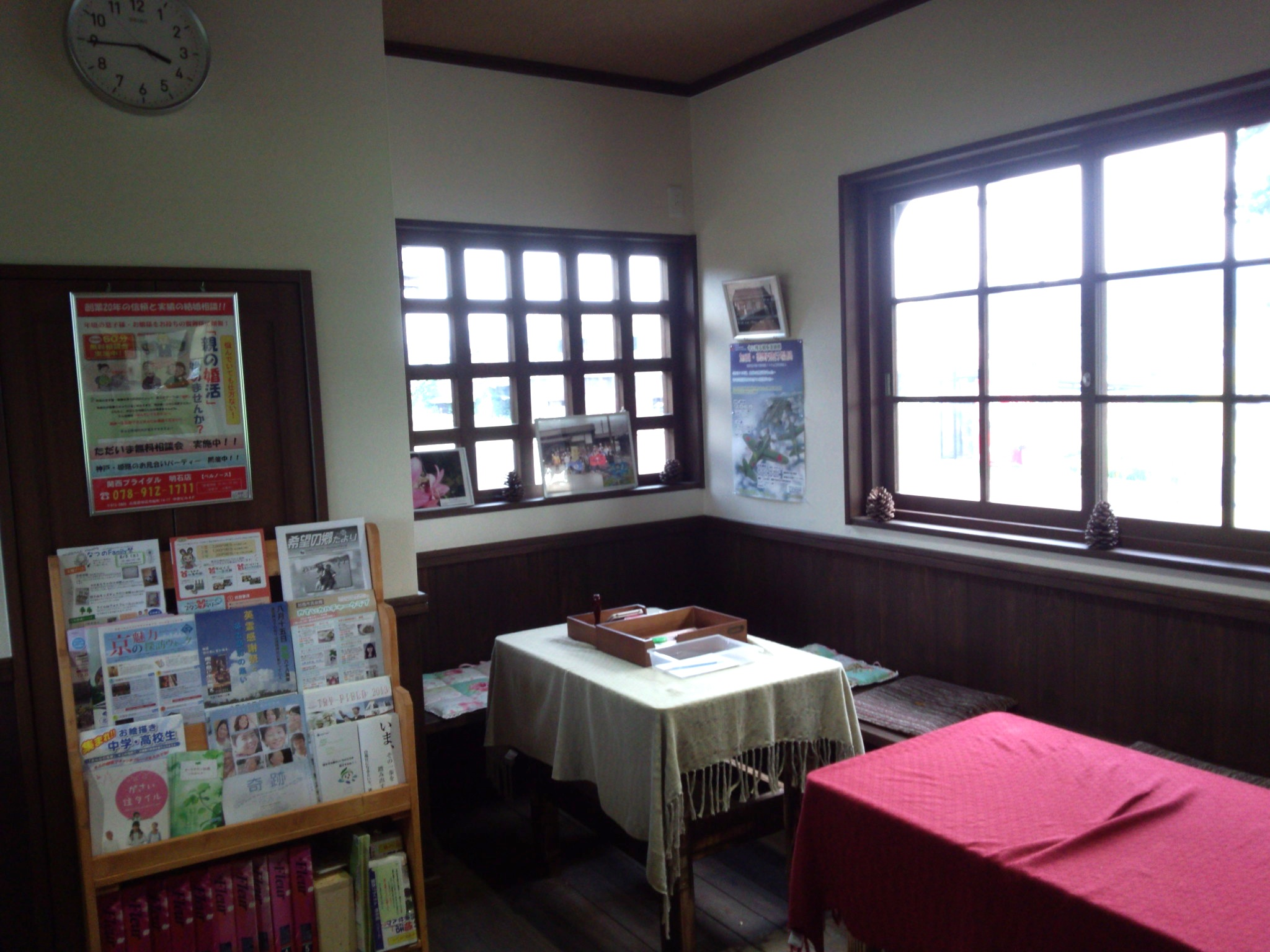
駅舎待合室
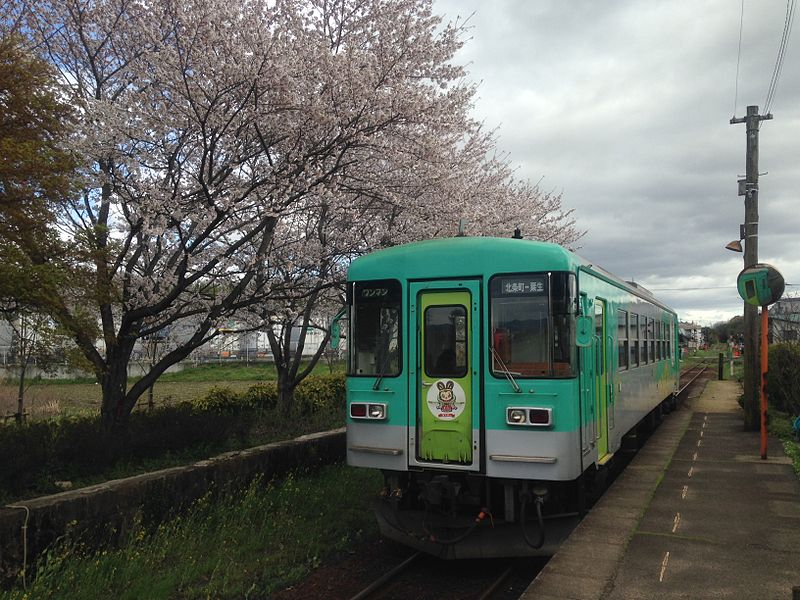
フラワ2000-3型と桜
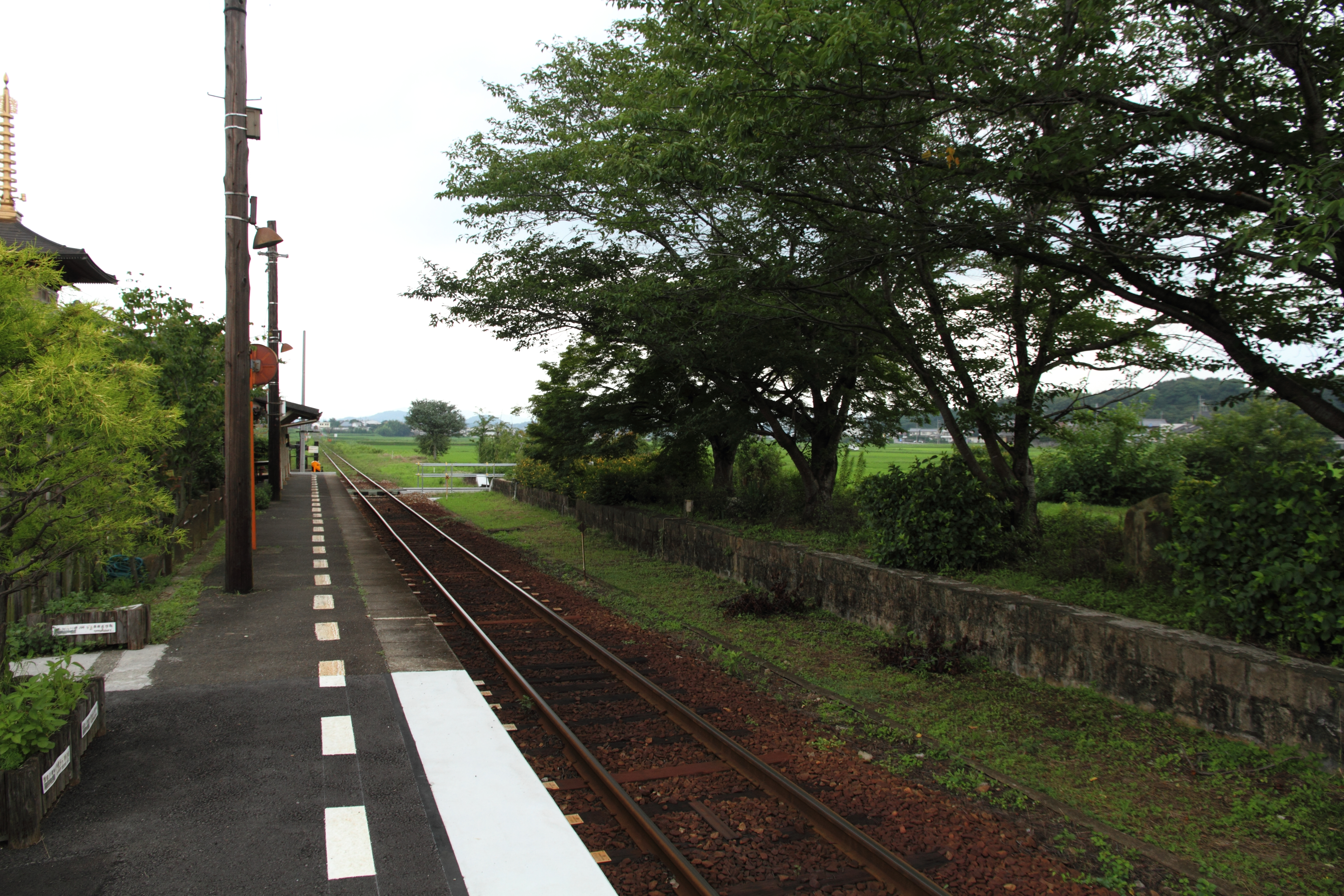
旧ホームの様子（2019年7月）
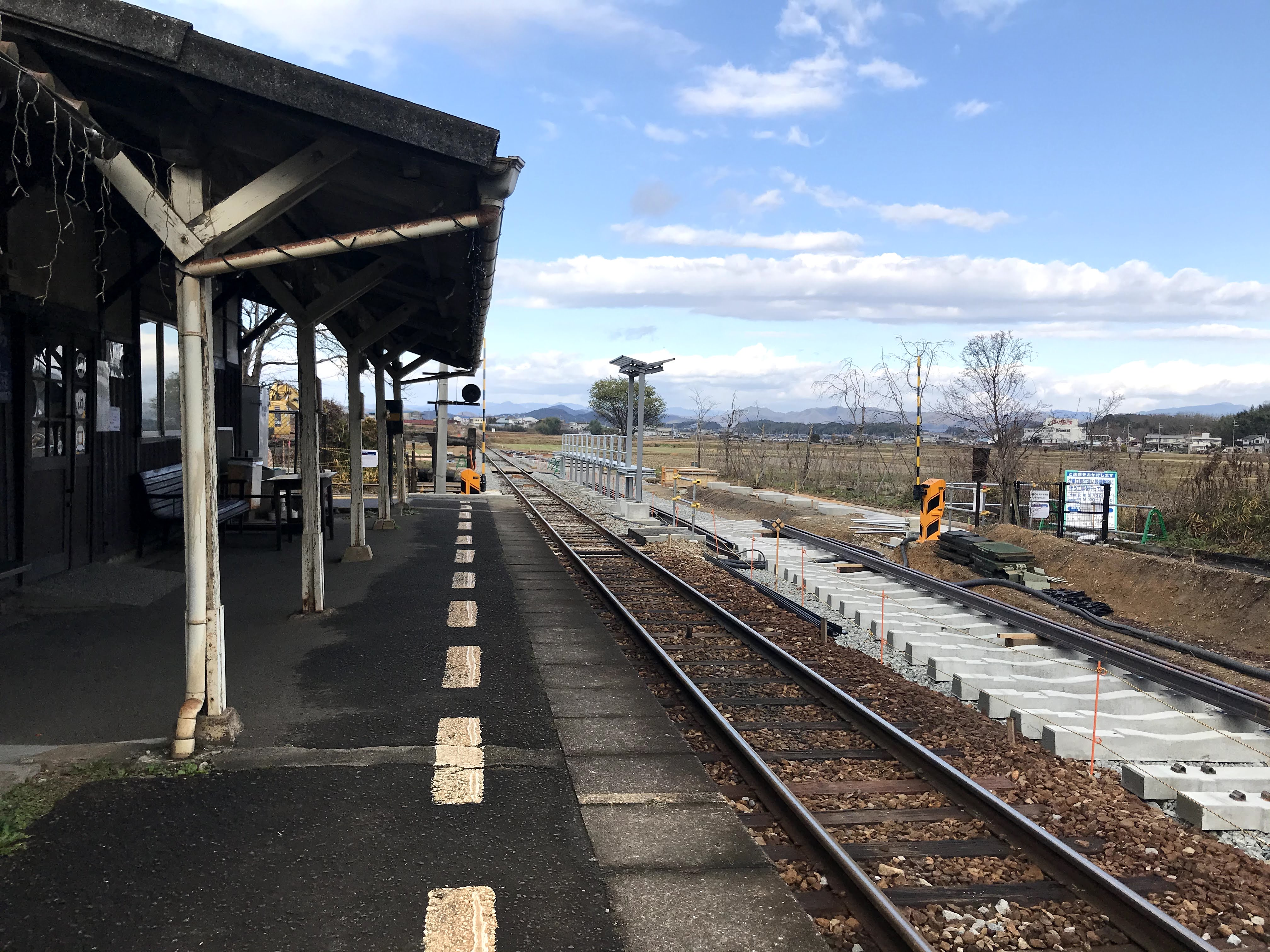
旧ホームの様子（2019年12月）
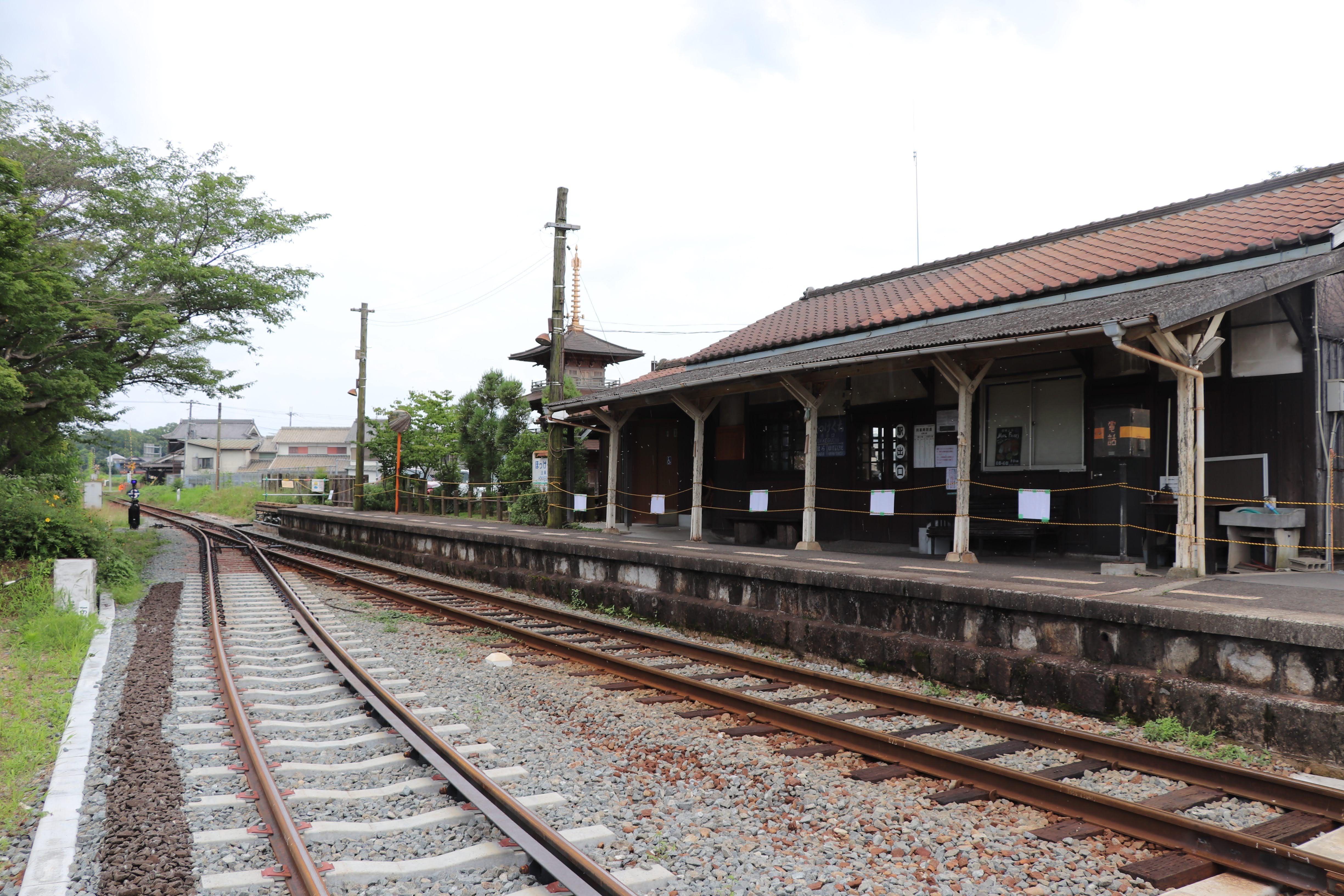
利用停止となった旧ホーム（2020年6月）
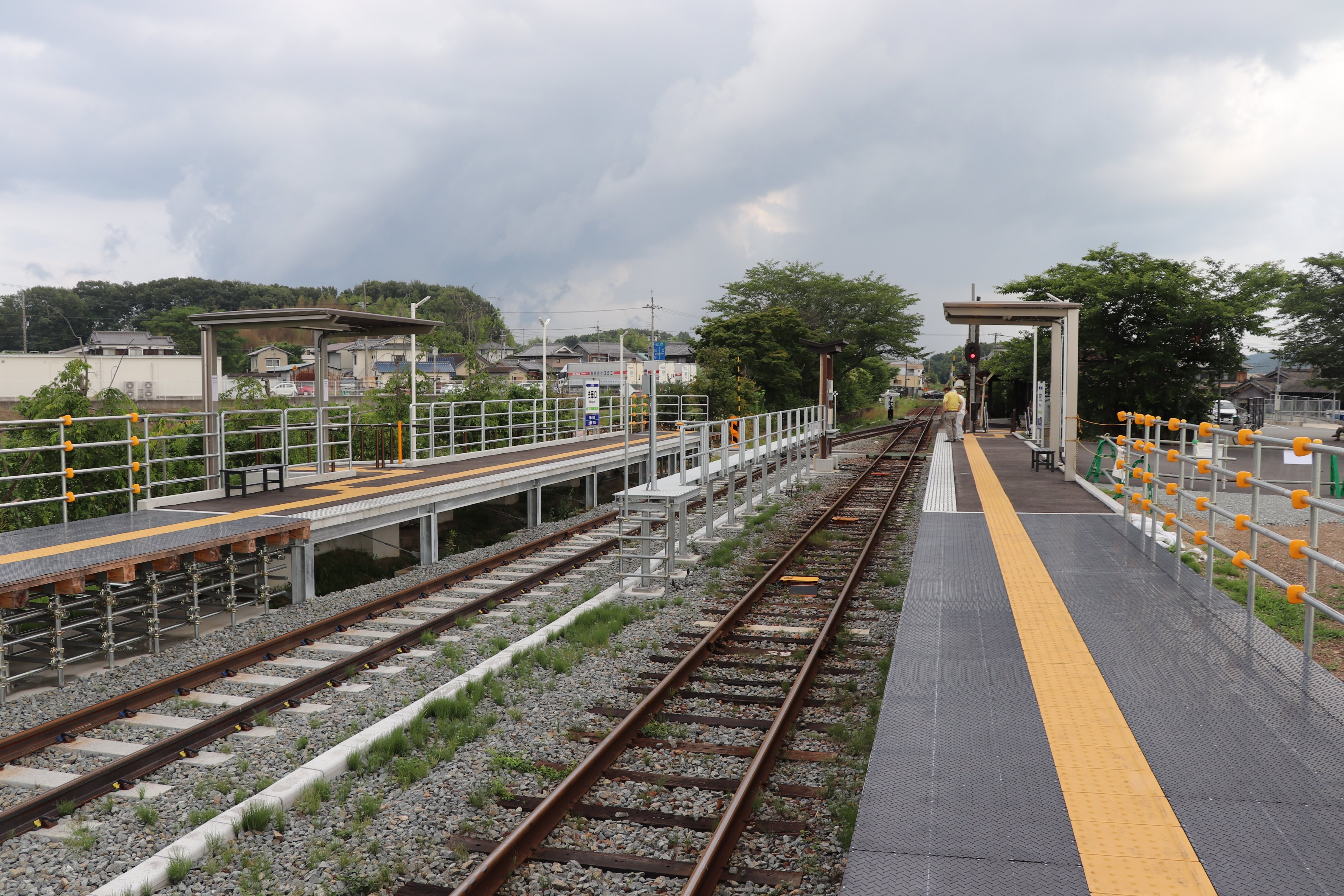
新ホーム1番のりば（粟生方面）
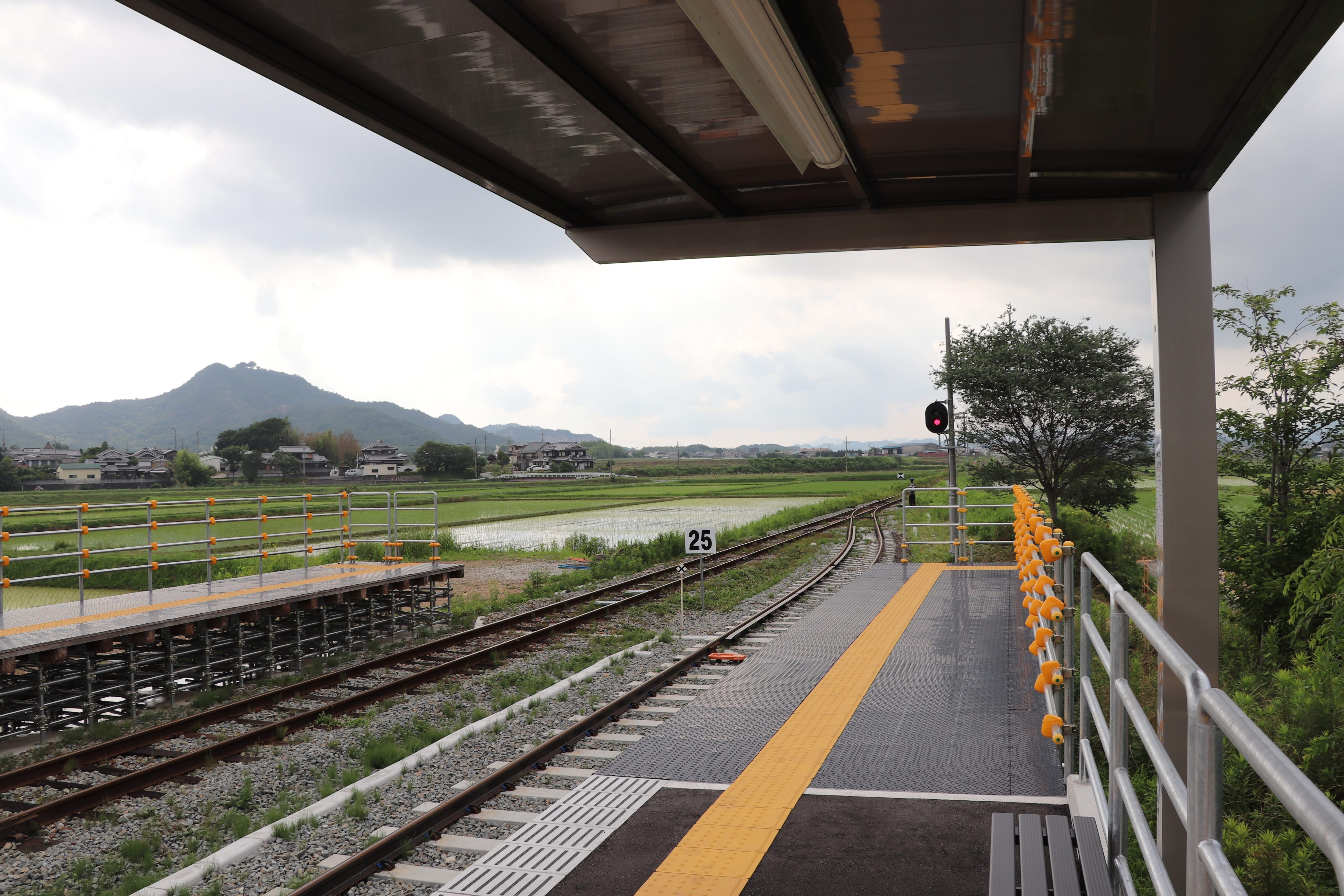
新ホーム2番のりば（北条町方面）
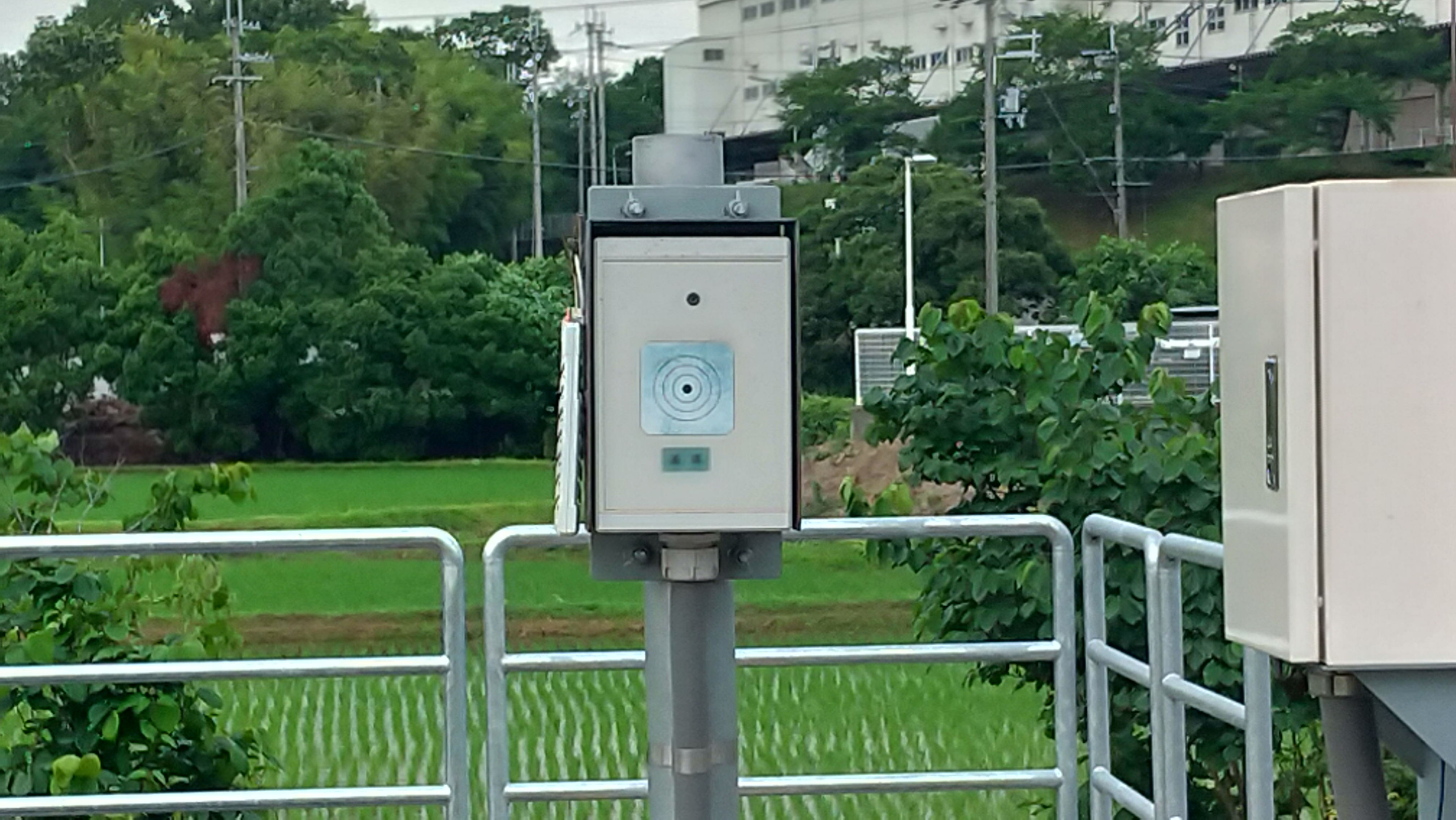
票券指令閉塞用ICカードリーダー

### かつての駅構造
1958年（昭和33年）以前は、列車交換設備と貨物側線があった。
北条町駅方面側には駅本屋と貨物側線があり、駅本屋の直近には貨物上屋、駅本屋から少し離れたところに農業倉庫 があり、それぞれに貨物ホームがあった。さらに以前は粟生駅方面側にも側線があった。貨物ホームは、線路側は石の三段積みで、反対側はゆるい傾斜がついており、トラックなどが着けるようになっていた。貨物上屋の北条町駅側には倉庫があったのだが、これは改装らしかった。旅客ホームは石の二段積みで、貨物ホームより低かった。

## 利用状況
| 1日乗降人員推移 | 1日乗降人員推移 |
| 年度            | 1日平均人数     |
| --------------- | --------------- |
| 2011年          | 70              |
| 2012年          | 100             |
| 2013年          | 70              |
| 2014年          | 78              |
| 2015年          | 47              |
| 2016年          | 77              |
| 2017年          | 108             |
| 2018年          | 78              |
| 2019年          | 108             |
| 2020年          | 43              |
| 2021年          | 75              |
| 2022年          | 64              |

## 駅周辺
駅名は「法華山一乗寺への入口」の意味だが、駅から一乗寺までは西へ5km と遠い。
- 神戸大学大学院農学研究科附属食資源教育研究センター
- 鶉野飛行場跡
- 加西市防災備蓄倉庫（紫電改レプリカ仮展示施設）
- 国道372号
- 兵庫県道716号玉野倉谷線

### バス路線
神姫バス
「法華口駅前」停留所
- 71系統
  - 姫路駅（北口）行 / 社町駅・社（車庫前） 行

## その他
- 2017年4月から6月にかけて、テレビアニメ『サザエさん』のオープニングに兵庫県巡りの一つとして登場した[35]。

## 隣の駅
北条鉄道
北条線
田原駅 - 法華口駅 - 播磨下里駅